# Vizela
Vizela (portugisiskt uttal: [viˈzɛlɐ]
 ( lyssna)) är  en stad och kommun i norra Portugal.
Kommunen har  23 736 invånare (2011) och en yta på 24,70 km². Den ingår i distriktet Braga och är också en del av Nuts 2-regionen Norra Portugal (Região do Norte).

## Indelning
kommunen består av fem freguesias (kommundelar):
- Caldas de Vizela
- Infias
- Santa Eulália
- Santo Adrião de Vizela
- Tagilde e Vizela (São Paio)

## Ortnamnet
Ortnamnet Vizela härstammar från latinets avicella (”lilla fågel”).

## Sport

### Idrottsföreningar
- Klubben FC Vizela, vanligen kallat Vizela, har ett fotbollslag som spelar i Primeira Liga.[3]

## Bilder

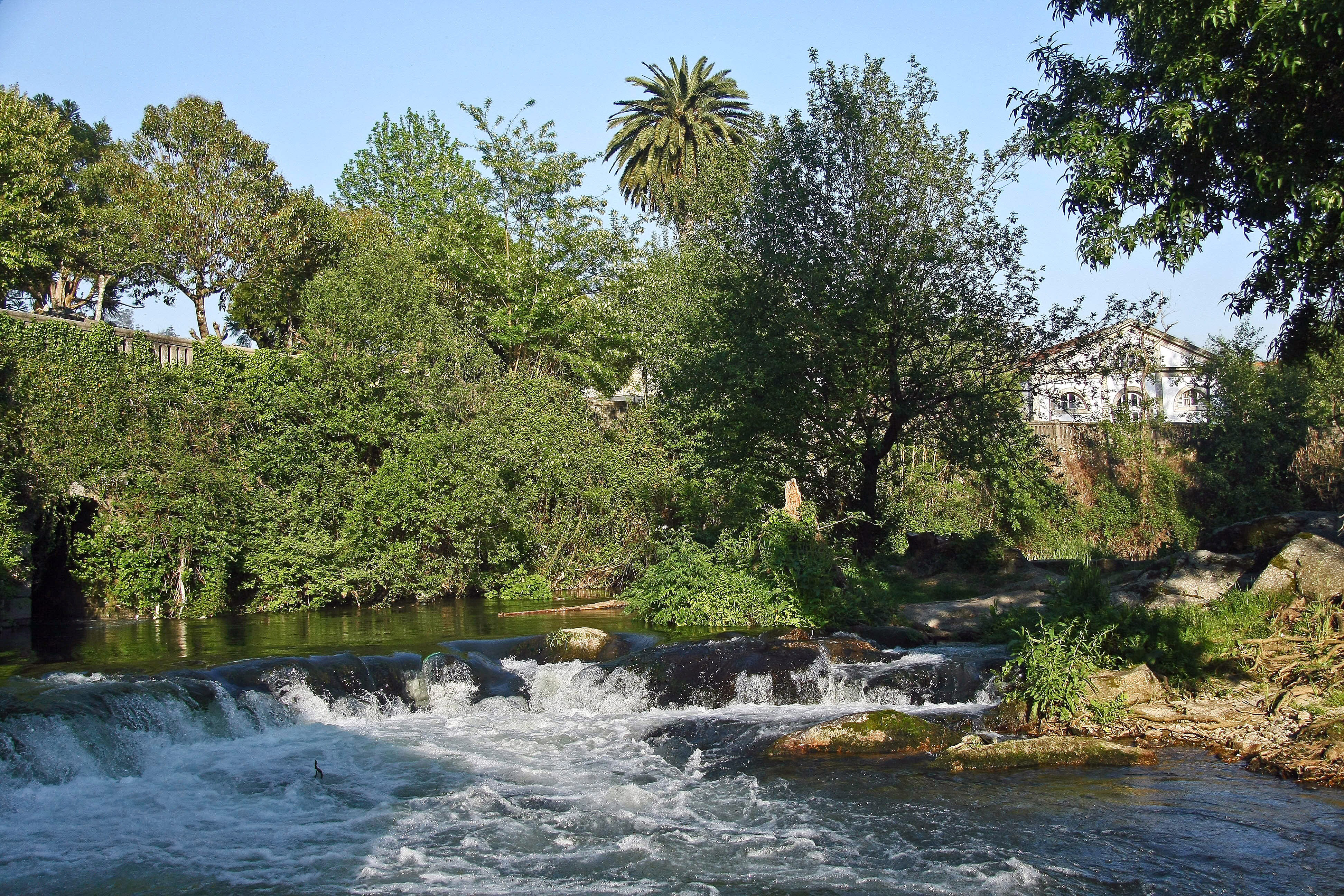
Den lilla floden Vizela
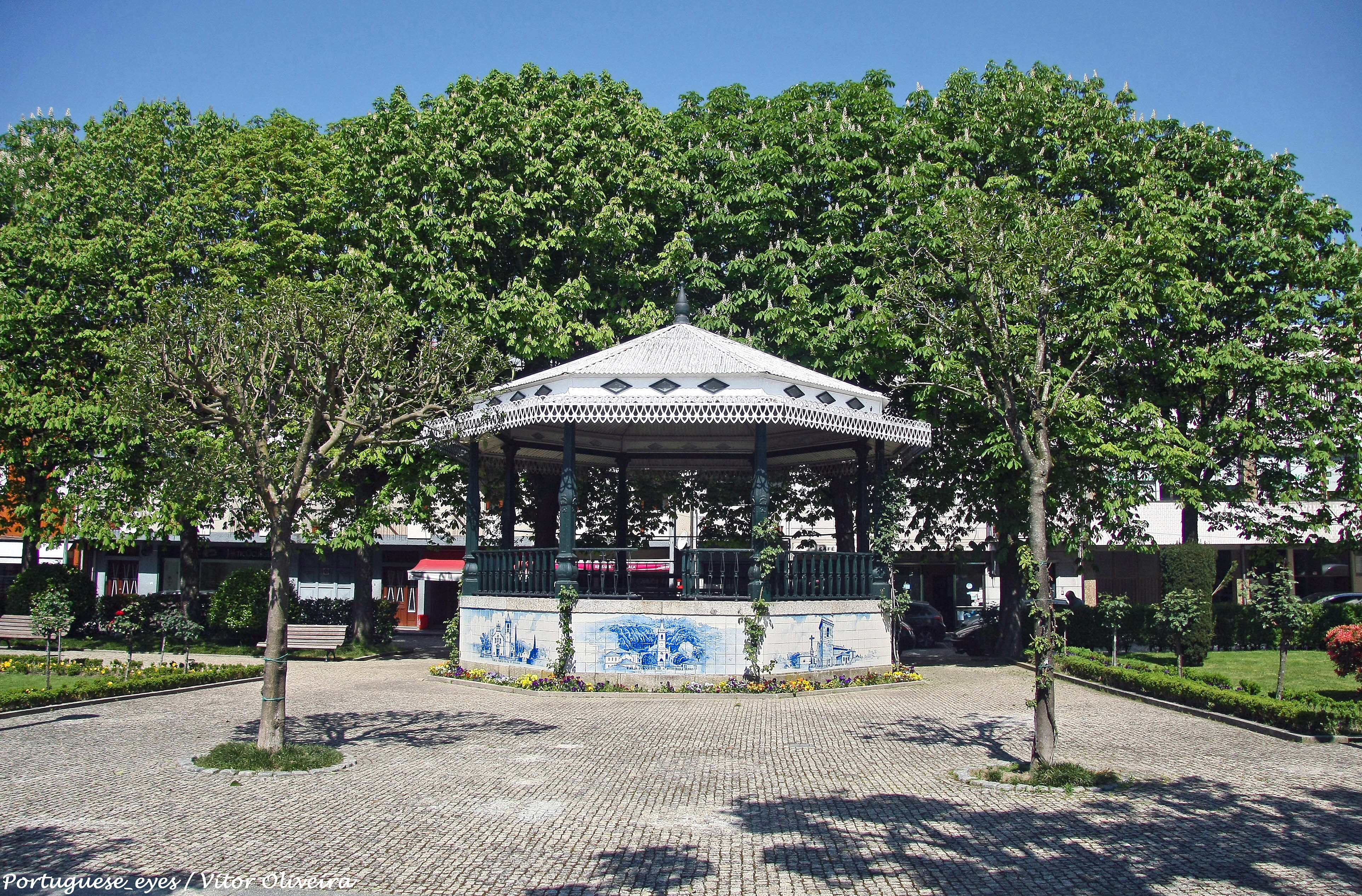
Musikpaviljongen
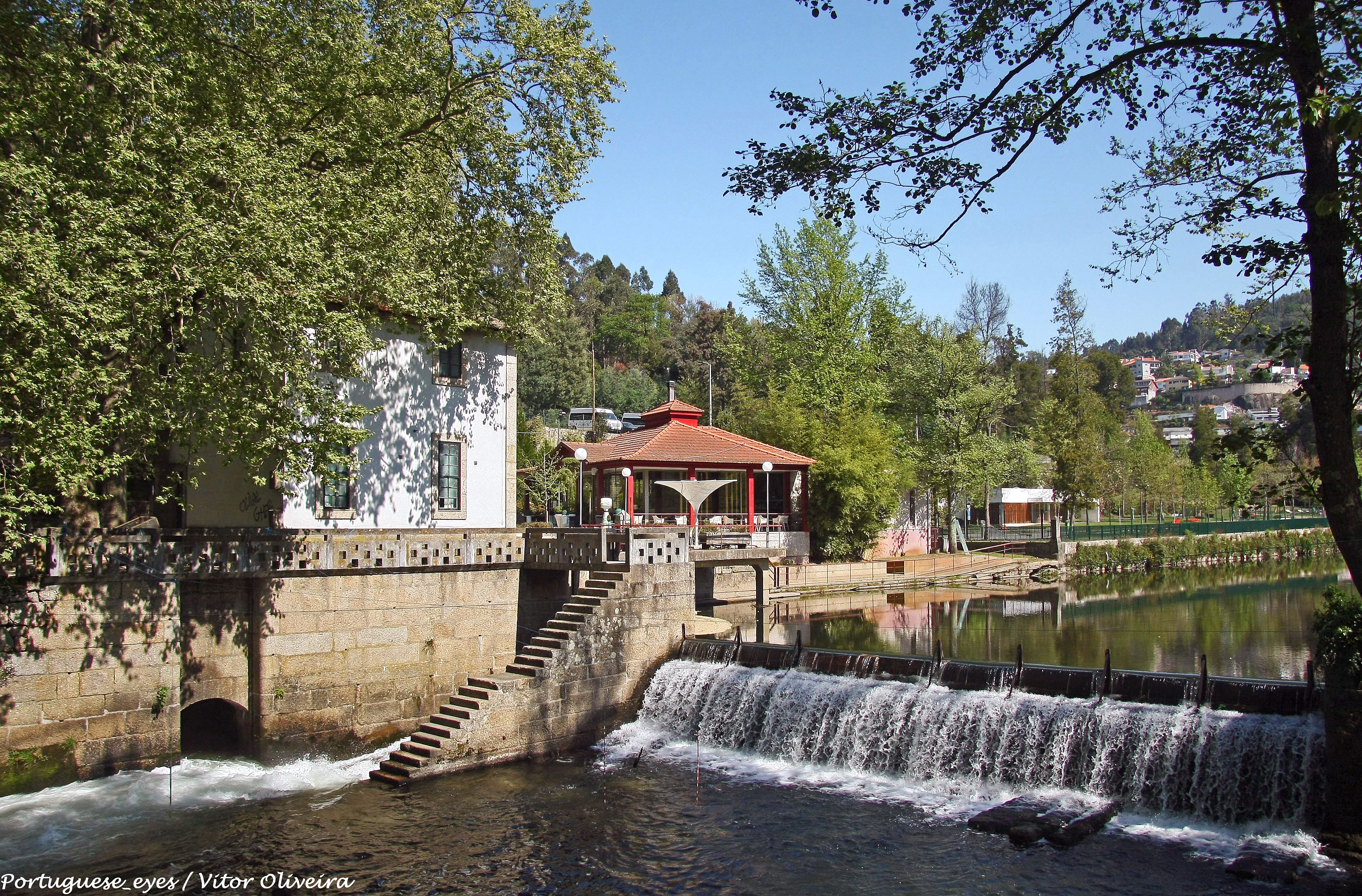
Kurorten Termas de Vizela
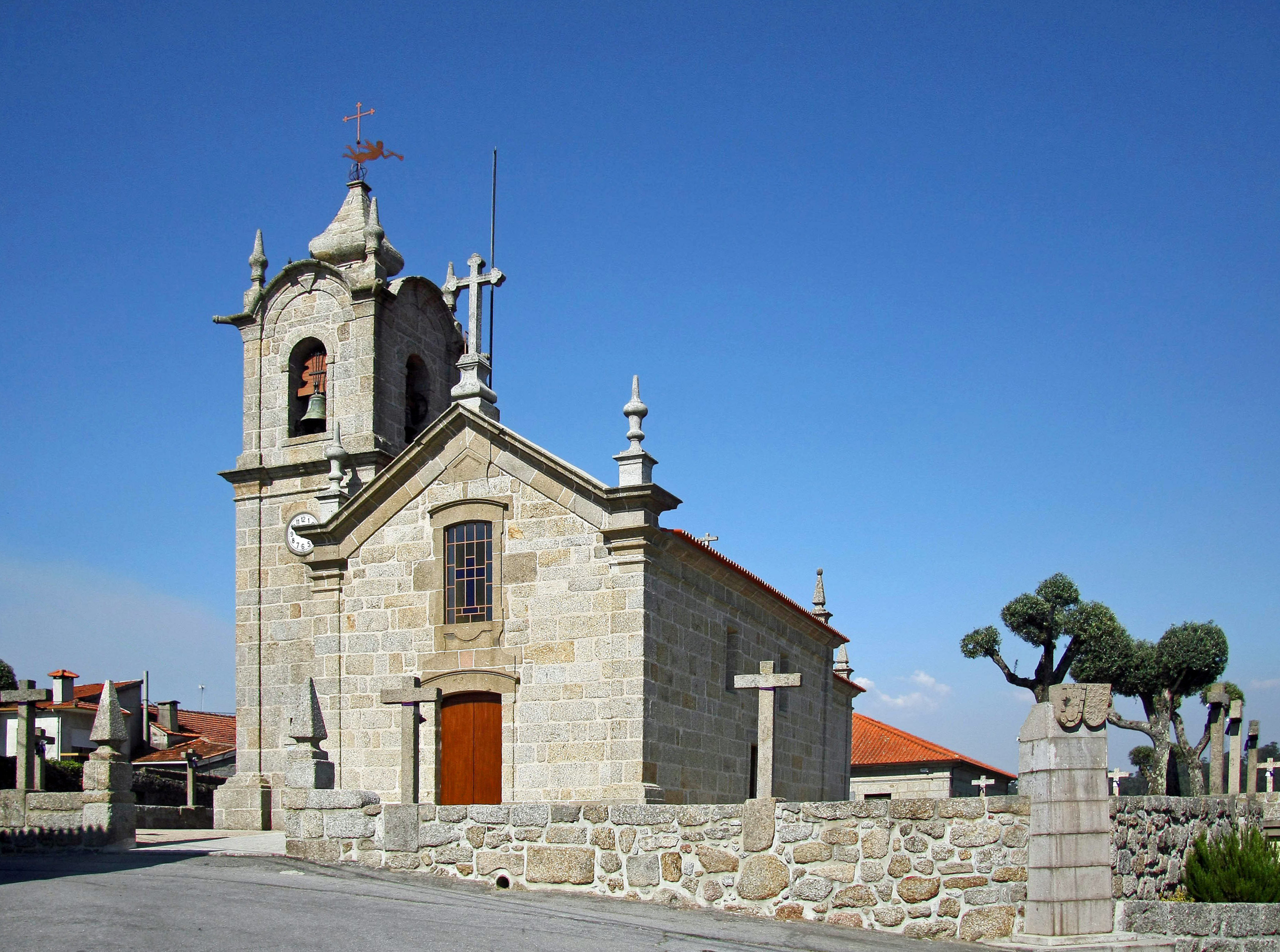
Igreja de Tagilde
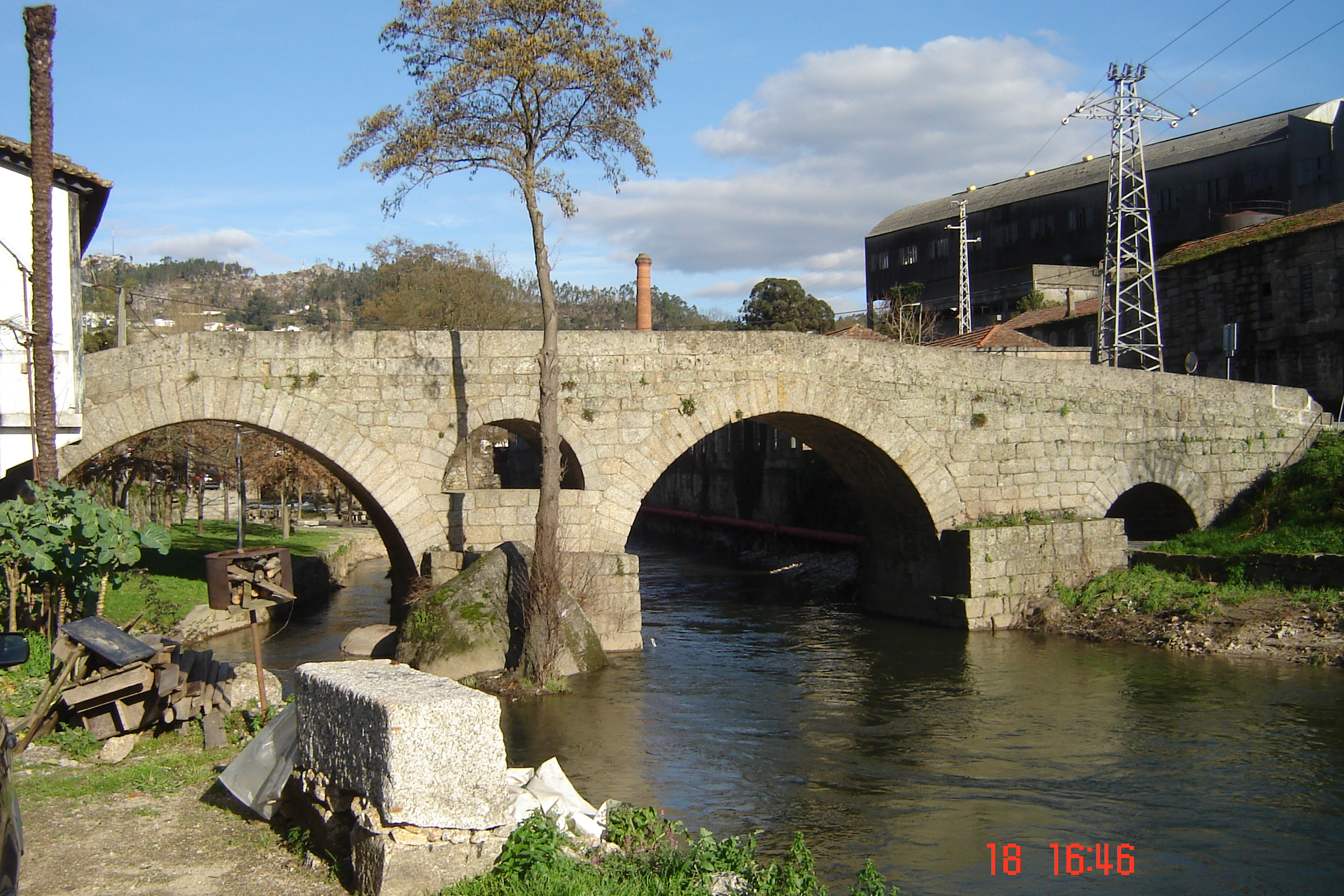
Romerska bron
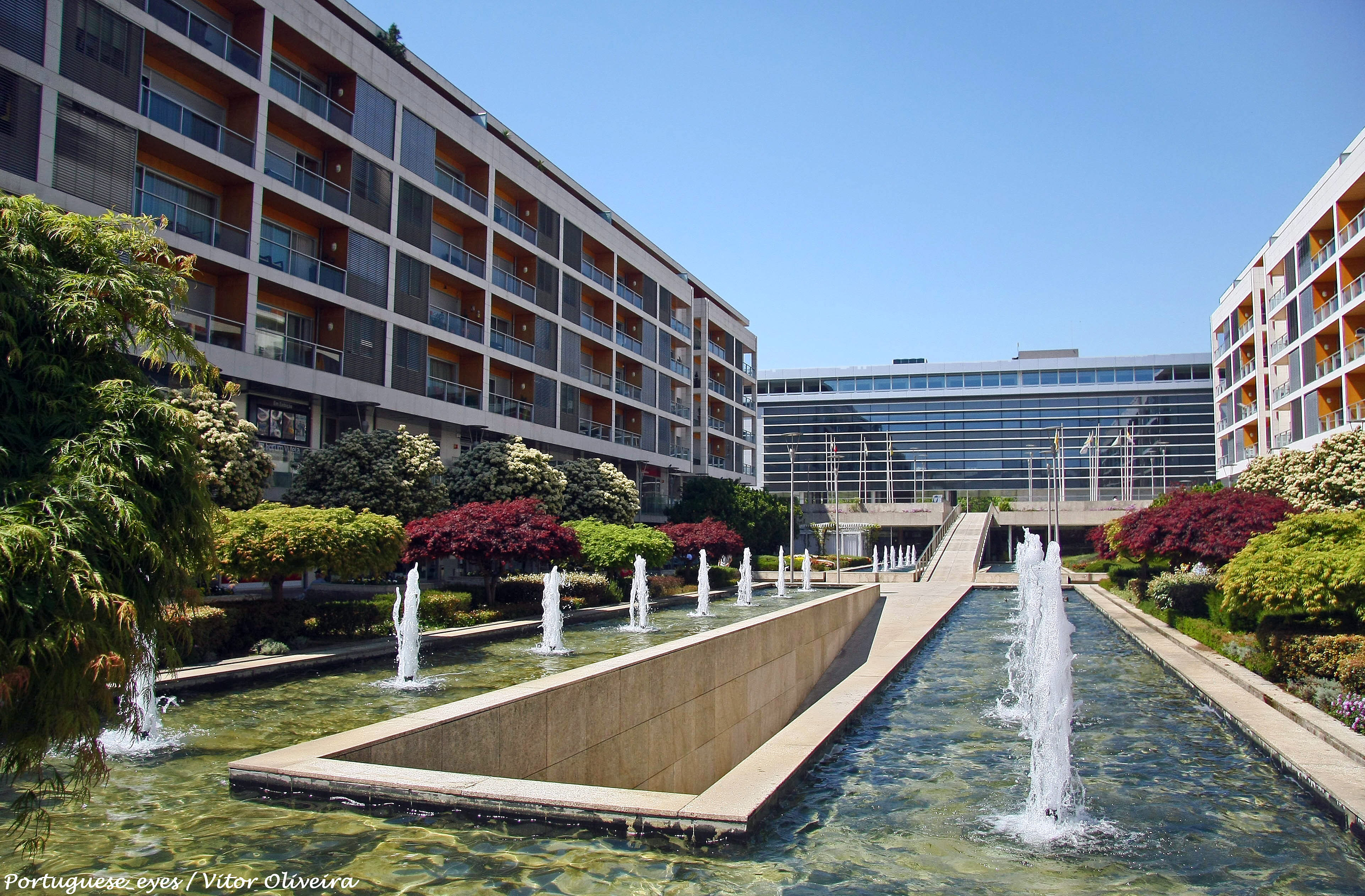
Det moderna Fórum Vizela